# Debelah Morgan
Debelah Laksh Morgan (* 29. September 1973 oder 1977 in Detroit, Michigan) ist eine US-amerikanische R&B-Sängerin und Songschreiberin, der mit dem Lied Dance with Me Anfang 2001 ein Top-10-Hit in den USA, Großbritannien und Australien gelang. Darüber hinaus war der Song auch mit Platz 14 in den deutschen Single-Charts erfolgreich. Die Melodie des Liedes basiert auf dem 1954 veröffentlichten Tango Hernando’s Hideaway aus dem Musical The Pajama Game, ergänzt durch einen neuen Text.

## Karriere
Trotz dieses großen Erfolges und einer nach manchen Quellen fünf Oktaven umfassenden Stimme blieb Morgan international ein One-Hit-Wonder. Bis 2000 veröffentlichte sie drei Alben und platzierte kleinere Erfolge in den R&B-Charts. Darunter 1994 eine Cover-Version von Free, im Original ein Hit für Deniece Williams und Yesterday, 1998 ein Platz 56 in den USA.
Morgan schrieb bereits im Alter von acht Jahren ihr erstes Lied. Kurz danach gründete sie ihren eigenen Mädchenchor. Mit 15 unterrichtete sie Gospelmusik an der University of Arizona und gewann im selben Jahr die Auszeichnung „Miss Teen Black Arizona“. Morgan zog später nach Los Angeles und gewann beim internationalen Musikwettbewerb der NAACP eine Silbermedaille. Sie unterschrieb schließlich bei Atlantic ihren ersten Plattenvertrag und veröffentlichte 1994 ihr wenig beachtetes Debütalbum Debelah. Vier Jahre später folgte It’s Not Over auf Motown. Doch auch hier stellte sich der Erfolg nicht ein und Morgan musste sogar Privatinsolvenz anmelden. Dance with Me, produziert von ihrem Bruder Giloh Morgan, wurde zwei Jahre später veröffentlicht.
2005 wechselte sie ins Gospelfach und veröffentlichte das Album Light at the End of the Tunnel, gefolgt von Let the Worship in: Live from the Champion Center im Jahr 2010.

## Diskografie

### Alben
| Jahr | Titel Musiklabel           | Höchstplatzierung, Gesamtwochen, AuszeichnungChartplatzierungen (Jahr, Titel, Musiklabel, Platzierungen, Wochen, Auszeichnungen, Anmerkungen) | Höchstplatzierung, Gesamtwochen, AuszeichnungChartplatzierungen (Jahr, Titel, Musiklabel, Platzierungen, Wochen, Auszeichnungen, Anmerkungen) | Höchstplatzierung, Gesamtwochen, AuszeichnungChartplatzierungen (Jahr, Titel, Musiklabel, Platzierungen, Wochen, Auszeichnungen, Anmerkungen) | Höchstplatzierung, Gesamtwochen, AuszeichnungChartplatzierungen (Jahr, Titel, Musiklabel, Platzierungen, Wochen, Auszeichnungen, Anmerkungen) | Höchstplatzierung, Gesamtwochen, AuszeichnungChartplatzierungen (Jahr, Titel, Musiklabel, Platzierungen, Wochen, Auszeichnungen, Anmerkungen) | Anmerkungen |
| Jahr | Titel Musiklabel           | DE | AT | CH | UK | US | Anmerkungen |
| ---- | -------------------------- | --- | --- | --- | --- | --- | ----------- |
| 2000 | Dance with Me DAS/Atlantic | DE53 (4 Wo.)DE | AT62 (1 Wo.)AT | CH64 (4 Wo.)CH | — | — |             |

Weitere Alben
- 1994: Debelah (Atlantic)
- 1998: It’s Not Over (Motown)
- 2005: Light at the End of the Tunnel (Ransomwear Music)
- 2010: Let The Worship In Champions Live 2 (als Champions Live 2 feat. Debelah Morgan) (Champion Center/Giloh Morgan)

### Singles
| Jahr | Titel Album              | Höchstplatzierung, Gesamtwochen, AuszeichnungChartplatzierungen (Jahr, Titel, Album, Platzierungen, Wochen, Auszeichnungen, Anmerkungen) | Höchstplatzierung, Gesamtwochen, AuszeichnungChartplatzierungen (Jahr, Titel, Album, Platzierungen, Wochen, Auszeichnungen, Anmerkungen) | Höchstplatzierung, Gesamtwochen, AuszeichnungChartplatzierungen (Jahr, Titel, Album, Platzierungen, Wochen, Auszeichnungen, Anmerkungen) | Höchstplatzierung, Gesamtwochen, AuszeichnungChartplatzierungen (Jahr, Titel, Album, Platzierungen, Wochen, Auszeichnungen, Anmerkungen) | Höchstplatzierung, Gesamtwochen, AuszeichnungChartplatzierungen (Jahr, Titel, Album, Platzierungen, Wochen, Auszeichnungen, Anmerkungen) | Anmerkungen |
| Jahr | Titel Album              | DE | AT | CH | UK | US | Anmerkungen |
| ---- | ------------------------ | --- | --- | --- | --- | --- | ----------- |
| 1998 | Yesterday It’s Not Over  | — | — | — | — | US56 (11 Wo.)US |             |
| 2001 | Dance with Me            | DE14 (14 Wo.)DE | AT16 (13 Wo.)AT | CH18 (13 Wo.)CH | UK10 (11 Wo.)UK | US8 Gold · (29 Wo.)US |             |
| 2001 | I Remember Dance With Me | DE86 (2 Wo.)DE | — | — | — | — |             |

## Auszeichnungen für Musikverkäufe
| Platin-Schallplatte - Australien - 2001: für die Single Dance with Me |

Anmerkung: Auszeichnungen in Ländern aus den Charttabellen bzw. Chartboxen sind in ebendiesen zu finden.
| Land/RegionAuszeichnungen für Musikverkäufe (Land/Region, Auszeichnungen, Verkäufe, Quellen) | Gold  | Platin  | Verkäufe | Quellen     |
| -------------------------------------------------------------------------------------------- | ----- | ------- | -------- | ----------- |
| Australien (ARIA)                                                                            | —     | Platin1 | 70.000   | aria.com.au |
| Vereinigte Staaten (RIAA)                                                                    | Gold1 | —       | 500.000  | riaa.com    |
| Insgesamt                                                                                    | Gold1 | Platin1 |          |             |